# Totenberge

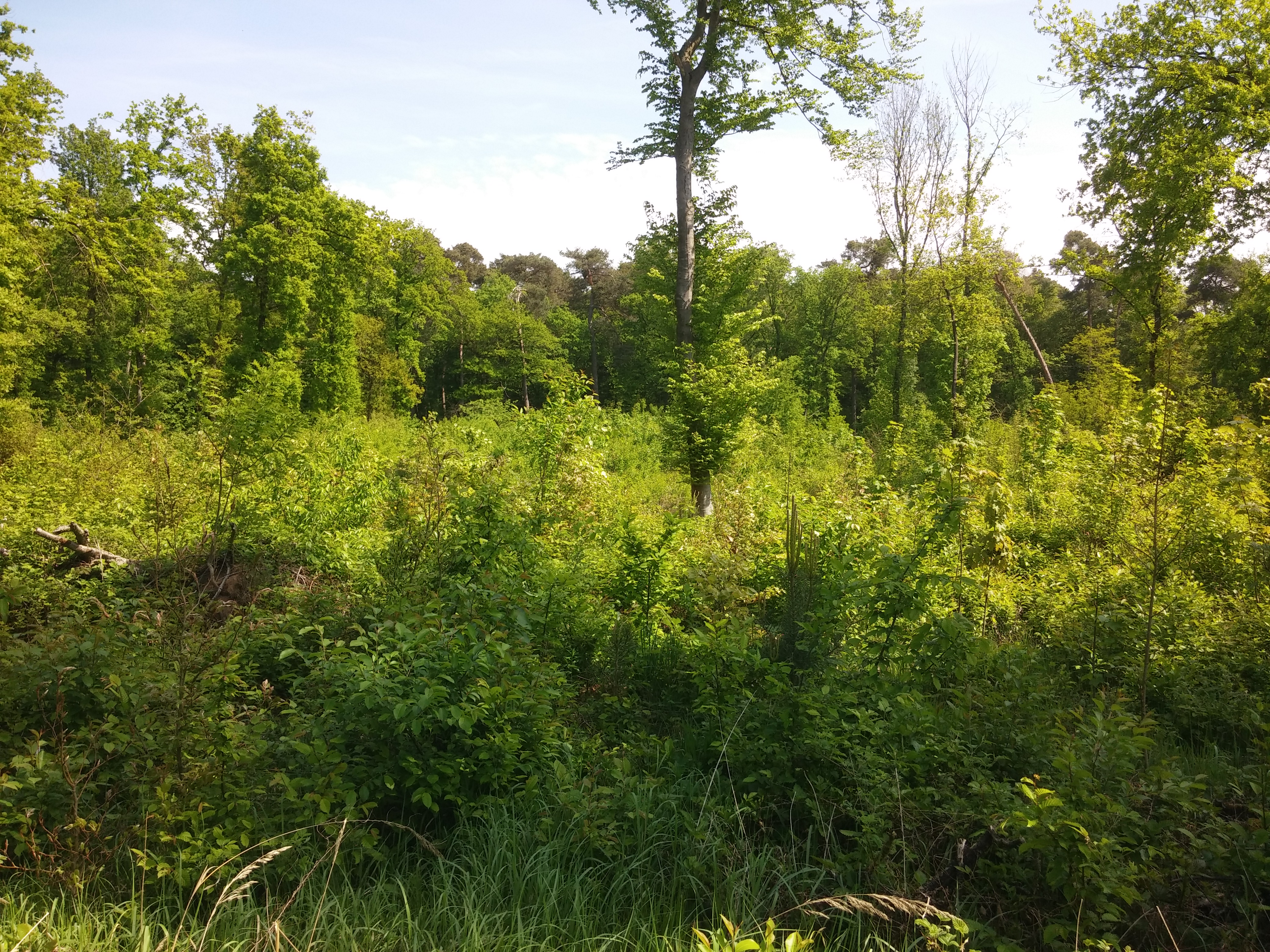
Totenberge

Die Totenberge sind eine Binnendüne in der Waldgemarkung von Darmstadt in Südhessen.

## Geografie und Beschreibung
Die Totenberge gehören bei einer Länge von ca. 0,8 km und einer maximalen Breite von ca. 400 Meter zur Gattung der Längsdünen und verlaufen in West-Ost-Richtung.
Die höchste Stelle der Düne befindet sich am östlichen Ende an der Leeseite.
Den Nordrand der Düne begleitet die Silz in geringem Abstand.
Südlich der Totenberge befindet sich ein Naturschutzgebiet und der Rangierbahnhof Kranichstein.

## Geologie
Die Sanddüne wurde im kalten Tundrenklima durch Sandaufwehungen aus pleistozänem Flugsand am Ende der Weichseleiszeit gebildet.
Die West-Ost-Ausrichtung ergab sich aus der vorherrschenden Windrichtung.
Die Flugsanddünen sind Teil eines ca. 130 Kilometer langen Dünenzugs, der sich von Rastatt bis nach Mainz erstreckt.

## Flora
Die Totenberge lassen sich in verschiedene Vegetationseinheiten untergliedern:
1. Kiefernmischwald
2. Pfriemengras-Steppenrasen
3. lockerer Silbergras-Trockenrasen
4. xerothermer Pfriemengras-Trockenrasen

## Toponyme
1. 1540: zucht uff den doden bergk
2. undatiert: Am Totenberg
3. heute: Totenberge

## Etymologie
Althochdeutsch und Mittelhochdeutsch tôt mit der Bedeutung „tot, gestorben“.
Wahrscheinlich ein Synonym für „unfruchtbar, unergiebig, ohne Funktion“.